# 판암도서관
판암도서관은 대전광역시 동구 판암1동 소재의 도서관이다.

## 연혁
- 1999년 9월 17일 가오도서관으로 분리
- 2004년 12월 29일 가오도서관 판암분관 개관
- 2005년 2월 17일 대전광역시동구도서관등의운영조례 개정
- 2005년 9월 1일 IT플라자 개실
- 2007년 11월 21일 판암디지털 자료실 개관
- 2009년 4월 6일 대전광역시동구도서관등의운영조례 개정

## 시설현황
- 3층: 디지털자료실
- 2층: 종합자료실(동아리방 포함)
- 1층: 어린이자료실(유아방 포함)

## 이용 안내
이용 시간
- 아동자료실, 디지털자료실, 종합자료실: 매일 09:00~18:00

휴관일
- 정기휴관일 : 매주 월요일 및 국경일, 법정 공휴일
- 임시휴관일 : 기타 관장이 필요하다고 인정되는 경우